# Битка код Марстон Мура
Битка код Марстон Мура је била битка вођена 2. децембра 1644. између ројалиста и удружених снага парламента Енглеске и Шкотске вођена код Марстон Мура, око 12 километара западно од Јорка.

## Битка
Обје стране су рапоредиле пјешадију у центар а коњицу на крила. Снаге су биле: ројалисти 20.000 пјешака, 7.000 коњаника, Парламент 11.000 пјешака, 7.000 коњаника. Вође парламентараца Оливер Кромвел и Дејвид Лезли су разбиле десно крило ројалиста под командом њемачког принца Руперта, али се лијево крило парламентараца под командом Томаса Ферфакса повукло пред нападом ројалиста Џорџа Горинга.
У центру су снаге парламента притиснуте и сприједа, и продором десног крила противника. У посљедњем часу долази Кромвелова коњица и рјешава битку у корист парламента разбијањем Горингових коњаника.
Битка код Марстон Мура је највећа и најодлучнија битка енглеског грађанског рата.